# AM-Canum-Venaticorum-Stern
AM-Canum-Venaticorum-Sterne oder AM-CVn-Sterne sind kompakte enge Doppelsternsysteme, bestehend aus einem akkretierenden Weißen Zwerg und einem weiteren entarteten Begleiter. Die Umlaufdauer der Komponenten beträgt zwischen 5 und 65 Minuten. Der Unterschied zu den kataklysmischen veränderlichen Sternen besteht in dem Fehlen von Wasserstoff in der Atmosphäre des Begleiters und der akkretierten Materie. Diese Klasse von veränderlichen Sternen ist benannt nach dem Prototyp AM Canum Venaticorum.

## Aufbau

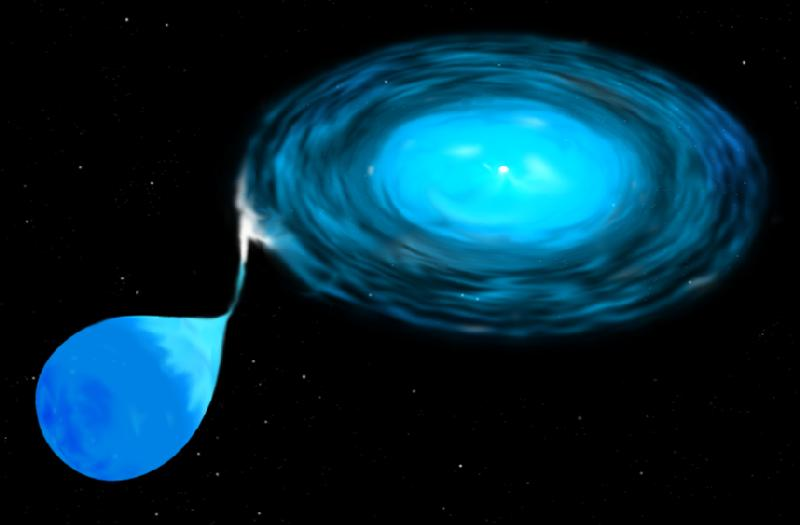
Künstlerische Darstellung eines AM-CVn-Systems

Die AM-Canum-Venaticorum-Sterne bestehen aus einem Weißen Zwerg in einem Doppelsternsystem mit einem Begleiter, der entweder ebenfalls ein Weißer Zwerg, ein Helium-Stern oder ein entwickelter Hauptreihenstern ist. Der Begleiter füllt sein Roche-Volumen aus und transferiert Materie an den Weißen Zwerg. Die Materie fließt entlang eines Stromes auf den Weißen Zwerg zu und bildet aufgrund der Drehimpulserhaltung eine Akkretionsscheibe um den kompakten Stern. An der Stelle, an welcher der Materiestrom auf die Akkretionsscheibe trifft, wird die Materie abgebremst; es bildet sich ein leuchtkräftiger heißer Fleck. Dies führt zu einer Modulation der Lichtkurve des AM-CVn-Systems mit der Periode der Umlaufdauer. Ein weiteres Anzeichen für die Akkretion von Materie ist das Flickering, eine geringe unregelmäßige Helligkeitsvariation im Sekundenbereich. Die akkretierte Materie verliert in der Scheibe um den Weißen Zwerg an Drehimpuls und fällt schließlich auf diesen. Beim Aufprall wird die entstehende thermische Strahlung überwiegend im Bereich der Röntgenstrahlung abgegeben. Bei ES Ceti könnte aufgrund des geringen Abstands der beiden degenerierten Sterne die Materie direkt auf den Weißen Zwerg fallen, ohne eine Akkretionsscheibe zu durchlaufen.

## Einteilung
Die AM-Canum-Venaticorum-Sterne werden überwiegend nach der Umlaufdauer klassifiziert:
- Bei den langperiodischen Systemen mit einer Umlaufdauer von mehr als 40 Minuten findet nur ein geringer Massenaustausch statt. Die Akkretionsscheiben sind optisch dünn und im Spektrum dominieren die Emissionslinien des Heliums. Die Veränderlichkeit ist häufig nicht ausgeprägt und diese AM-CVn-Sterne sind nur schwierig zu entdecken.
- Die kurzperiodischen Systeme mit einer Umlaufdauer von weniger als 20 Minuten sind immer in einem Zustand hohen Massentransfers mit einer optisch dicken Akkretionsscheibe. Ihr Spektrum zeigt prominent breite Absorptionslinien des Heliums. Diese AM-CVn-Sterne zeigen stets oder teilweise Superhumps. Dabei handelt es sich um eine sinusförmige Variation der Lichtkurve mit einer Periode, die einige Prozent länger als die Umlaufdauer des Doppelsternsystems ist und wahrscheinlich von einer rotierenden elliptischen Akkretionsscheibe verursacht wird. Diese Systeme entsprechen den novaähnlichen kataklysmischen Veränderlichen, die Zwergnovae im Zustand eines permanenten Ausbruchs sind.
- Die ausbrechenden Systeme mit einer Umlaufdauer von 20 bis 40 Minuten. Sie zeigen Ausbrüche mit Amplituden zwischen 3 und 5 mag, die denen von Zwergnovae bei den kataklysmischen veränderlichen Sternen entsprechen. Auch bei ihnen können Superhumps auftreten. Die Ausbrüche dauern einen Zeitraum von wenigen Wochen an und wiederholen sich unregelmäßig im Zeitraum von Monaten. Einige AM-CVN-Sterne dieser Gruppe zeigen vor den Ausbrüchen einen Helligkeitseinbruch (engl. dip) unbekannter Ursache.

Die zwergnovaartigen Ausbrüche können entsprechend dem Modell für wasserstoffreiche kataklysmische Veränderliche mit einem Scheibeninstabilitätsmodell erklärt werden. Der entscheidende Unterschied ist der starke Einfluss einer veränderlichen Massentransferrate, welche die Entwicklung von Superausbrüchen, Dips und Stillständen dominiert. Wahrscheinlich schwankt die Massentransferrate aufgrund der unterschiedlichen Aufheizung des Massenspenders bei vorherigen Ausbrüchen, was wiederum auf eine präzessierende gebogene Akkretionsscheibe zurückgeführt wird. Die Ähnlichkeit zu den wasserstoffreichen kataklysmischen Veränderlichen zeigt sich auch in der Lichtkurve im Röntgenbereich. Die Röntgenstrahlung im Ruhelicht bei niedrigen Akkretionsraten entsteht in der Grenzschicht zwischen dem Weißen Zwerg und der Akkretionsscheibe. Die Temperatur der Grenzschicht, in dem das Plasma von der Keplergeschwindigkeit in der Akkretionsscheibe auf die Rotationsgeschwindigkeit des Weißen Zwergs abgebremst wird, erreicht Werte um einige Kilo-Elektronenvolt und nur der Sternwind vom Weißen Zwerg absorbiert einen Teil der Röntgenstrahlung. Im Ausbruch bei höheren Akkretionsraten steigt zwar in der Grenzschicht die Temperatur weiter an, aber die Grenzschicht absorbiert auch die Röntgenstrahlung fast vollständig aufgrund einer steigenden Opazität. Dies Verhalten entspricht dem wasserstoffreicher Zwergnovae.

## Thermonukleare Ausbrüche
Die normalen Ausbrüche von AM-CVn-Sternen entsprechen denen von Zwergnovae. Hierbei pendelt die Akkretionsscheibe zwischen zwei stabilen Zuständen. Im aktiven Zustand erhöht sich die Viskosität der Materie, und durch die erhöhte Reibung heizt sich die Scheibe auf. Wenn sich die Akkretionsscheibe teilweise entleert hat, endet der Ausbruch, und sie geht in den niedrigen Zustand über. Hierbei wird weniger Materie auf den Weißen Zwerg transferiert, als in die Akkretionsscheibe hineinfließt, was nach einiger Zeit zu einem erneuten Ausbruch führt.
Daneben könnte es bei AM-Canum-Venaticorum-Sternen auch das Äquivalent zu klassischen Novae geben. Während es bei Novae zu einem explosiven Wasserstoffbrennen kommt, ergibt sich bei den AM-CVn-Systemen ein instabiles Heliumbrennen auf der Oberfläche des Weißen Zwerges. Diese Art von Ausbrüchen wird bei den kurzperiodischen AM-CVn-Systemen erwartet. Bei geringen Massentransferraten von dem Begleiter zum Weißen Zwerg könnte es sogar zu einem instabilen Helium-Blitz mit einer beteiligten Masse von bis zu 0,1 Sonnenmassen kommen. Durch den hohen Druck des Heliums nahe der Oberfläche des Weißen Zwerges können die thermonuklearen Reaktionen schwere Elemente bis zu 56Ni produzieren. Diese radioaktiven Isotope sind auch die Energiequelle für das Nachleuchten von Supernovae, und ein entsprechender Heliumblitz würde als eine lichtschwache Supernova vom Typ Ia wahrgenommen, die nur ein Zehntel der Maximalhelligkeit ihrer Klasse erreicht. Auf Archivaufnahmen des Röntgensatelliten Chandra vor dem Ausbruch der Supernova 2007on in NGC 1404 wurde eine schwache Röntgenquelle gefunden, deren Spektrum dem eines AM-CVn-Sterns ähnelt.
Neuere Studien werfen allerdings Zweifel auf, ob es bei der Verschmelzung von zwei entarteten Weißen Zwergen zu einer Supernova vom Typ Ia kommt. Erstens streut die Gesamtmasse eines verschmelzenden Doppelsternsystems aus zwei Weißen Zwergen zwischen 1,4 und 2 Sonnenmassen und kann kaum die Gleichmäßigkeit in der Energiefreisetzung dieser stellaren Explosionen erklären. Zweitens zeigen Simulationen, dass die Verschmelzung in den meisten Fällen anstelle einer thermonuklearen Explosion entweder zu einem akkretion-induzierten Kollaps und direkt zur Bildung eines Neutronensterns führt oder zu einer Umwandlung in einen massiven Weißen Zwerg vom Typ O-Ne-Mg, der sich mittels Elektroneneinfang ebenfalls in einen Neutronenstern verwandelt. Daher sind Supernovae vom Typ Ia wahrscheinlich sehr selten das Produkt einer Verschmelzung zweier Weißer Zwerge aus einem AM-Canum-Venaticorum-Stern. Bei einer sehr dünnen heliumreichen Schicht mit einer Masse von weniger als 0,1 Sonnenmassen kann es bei einem Zünden des Heliumbrennen bei massenreichen Weißen Zwergen in einem AM-CVn-System zur Ausbreitung einer Stoßfront kommen, die mit Schallgeschwindigkeit durch die Zone mit konvektiven Energietransport läuft. Das Ergebnis könnte anstatt eines Nova-Ausbruchs, dessen Leuchtkraft die Eddington-Grenze nicht übersteigt, eine Zündung des instabilen Kohlenstoffbrennens im Kern des Weißen Zwerges sein. Diese Art von Supernova vom Typ Ia sollten sich durch eine bestimmte chemische Zusammensetzung der expandierenden Hülle mit wenig 52Fe und 56Ni sowie einem erhöhten Anteil an 40Ca nachweisen lassen, der mit einer Abweichung von einer sphärischen Symmetrie einhergeht.
Eventuell kommt es nur zu einer Verpuffung statt einer Detonation, wenn in der Grenzschicht zwischen dem CO-Kern und einer Heliumatmosphäre ein instabiler Heliumflash eintritt. Diese Unterart der thermonuklearen Supernovae wird als Typ .Ia bezeichnet, da die Leuchtkraft nur ein Zehntel des Werts einer normalen Ia Supernova erreicht. Die lichtschwache Supernova SN 2010X wird zu den Supernovae .Ia gezählt.

## Entwicklung
Es sind mehrere Entwicklungskanäle für die Entstehung der AM-CVn-Systeme bekannt, um zwei entartete Sterne in einen engen Orbit zu bekommen:
- Im sogenannten Weißen-Zwerg-Kanal entsteht ein Paar Weißer Zwerge als Folge einer Gemeinsamen-Hülle-Phase. Der zuerst entstandene Weiße Zwerg taucht in die Atmosphäre seines entwickelten Begleiters ein, und die Reibung führt sowohl zu einer Verkürzung der Bahnachse als auch zu einem Abwerfen der Atmosphäre des Begleiters. Es entsteht ein getrenntes Doppelsternsystem aus zwei Weißen Zwergen, die aufgrund der Abstrahlung von Gravitationswellen in Kontakt kommen und sich damit zu einem AM-Canum-Venaticorum-Stern entwickeln.
- Im Heliumsternkanal akkretiert ein Weißer Zwerg von einem zunächst nicht entarteten Heliumstern. Dabei wird im Laufe der Zeit genug Materie vom Begleiter transferiert, um das Heliumbrennen zum Erlöschen zu bringen. In der Folge entwickelt sich das Doppelsternsystem zu kürzeren Umlaufdauern bis zu einem Minimum von 10 Minuten aufgrund der Abstrahlung von Gravitationswellen. An diesem Punkt ändert sich die innere Struktur des Begleiters derart, dass er expandiert, und in der Folge auch die Bahnachse des Doppelsternsystems wieder anwächst. Der AM-CVn-Stern beendet seine aktive Phase und zurück bleibt ein getrenntes Paar von Weißen Zwergen. Der Heliumsternkanal wird auch als doppelter Common-Envelope-Kanal bezeichnet, da sich bei diesem Entwicklungsmodell beide Sterne in einen Roten Riesen entwickeln, deren Begleiter zeitweise in ihrer ausdehnten Atmosphäre ihre Umlaufbahn ziehen.[14]
- Im entwickelte-kataklysmische-Veränderliche-Kanal handelt es sich um normale kataklysmische Veränderliche, bei denen der Massenaustausch erst einsetzt, wenn der Begleiter des Weißen Zwerges sich von der Hauptreihe weg entwickelt und den Wasserstoffvorrat in seinem Kern bereits verbraucht hat. Die wasserstoffreiche Hülle des Begleiters geht im Laufe der Entwicklung des kataklysmischen Veränderlichen durch Massentransfer verloren. Zurück bleibt ein teilweise entarteter Heliumstern als Begleiter des akkretierenden Weißen Zwergs, wobei die Atmosphäre im Unterschied zu den beiden anderen Entstehungsszenarien noch einige Prozent Wasserstoff enthält.

In allen Szenarien wird die Entwicklung eines AM-CVn-Sterns durch die Abstrahlung von Gravitationswellen gesteuert. Die Gravitationswellen transportieren den Drehimpuls des Doppelsternsystems ab, und damit bleibt der Doppelstern stets ein halbgetrenntes Kontaktsystem. Die Gravitationswellenabstrahlung ist aufgrund des kleinen Abstands zwischen den beiden Sternen so stark, dass diese mit Hilfe von LISA nachgewiesen werden können. Bei der Verschmelzung von zwei Weißen Zwergen können je nach Art des Massentransfers, der stabil oder instabil erfolgen kann, heiße Unterzwerge, massereiche Weiße Zwerge, extreme Heliumsterne, R-Coronae-Borealis-Sterne oder Supernovae vom Typ Ia oder .Ia entstehen.
Im Bereich der Umlaufdauern der AM-CVN-Sterne gibt es auch getrennte Doppelsterne, die aus zwei Weißen Zwergen bestehen. Diese werden als Doppelsterne aus Weißen Zwergen mit extrem geringer Masse bezeichnet, wobei die Masse der Sterne bei Werten unterhalb von 0,2 Sonnenmassen liegt. Nach dem englischen Begriff werden diese Doppelsternsysteme als ELM (extrem low mass) helium white dwarfs bezeichnet. Sie kommen erst in Kontakt und der Massentransfer beginnt bei Umlaufdauern von Werten unterhalb 10 Minuten. Die getrennten ELM-Doppelsterne sind zur Verifizierung der allgemeinen Relativitätstheorie und der daraus abgeleiteten Gravitationswellen besser geeignet als die AM-CVn-Sterne, da die Wechselwirkung zwischen den Komponenten die Bestimmung ihrer physikalischen Eigenschaften erschwert. J0651+2844 ist das engste bekannte bedeckungsveränderliche Doppelsternsystem bestehend aus Weißen Zwergen ohne Massenaustausch. Die Umlaufdauer beträgt nur 765 Sekunden und nimmt, in Übereinstimmung mit der allgemeinen Relativitätstheorie, um 0,31 Millisekunden pro Jahr ab.

## Beispiele
- AM Canum Venaticorum
- ES Ceti